# Spirits (SoulJaのアルバム)
『Spirits』（スピリッツ）は、日本のSoulJaの1枚目のアルバム。発売元は、NAYUTAWAVE RECORDS。

## 収録曲
1. ここにいるよ feat.青山テルマ
  - 作詞・作曲：SoulJa／編曲：佐藤博
  - TX系『PVTV』オープニング・テーマ
  - TX系『やりすぎコージー』エンディング・テーマ
  - TBS系『CDTV』エンディング・テーマ
  - MBS『Weekly Music Magazine ヘルツ』エンディング・テーマ
2. そばにいるね SoulJa×Yukie
  - 作詞・作曲：SoulJa／編曲：佐藤博
3. A Song for You
  - 作詞・作曲：SoulJa／編曲：佐藤博
4. CASSIS
  - 作詞：SoulJa／作曲・編曲：細野晴臣
5. ID
  - 作詞：SoulJa／作曲・編曲：高橋幸宏
6. Sotsugyo（Indies Version）
  - 作詞・作曲・編曲：SoulJa
7. LIBERTANGO（Pierrot）
  - 作詞：SoulJa／作曲：アストル・ピアソラ／編曲：佐藤博
8. rain
  - 作詞・作曲：SoulJa／編曲：佐藤博
9. DOGG POUND
  - 作詞・作曲：SoulJa／編曲：佐藤博
  - TX系『スキバラ』エンディング・テーマ
10. Lotus
  - 作詞：SoulJa／作曲・編曲：佐藤博
11. First Contact（Indies Version）
  - 作詞・作曲・編曲：SoulJa
12. Epilogui-happy-
  - 作曲・編曲：佐藤博